# دراسة الطبقات الصخرية

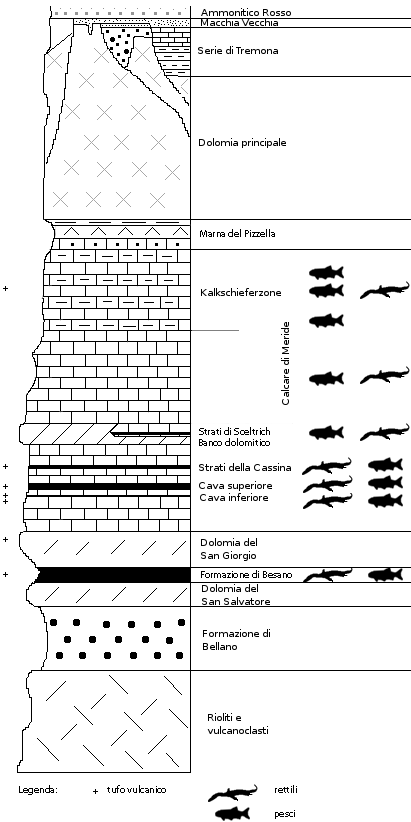
مقطع يبين طبقات الأرض في مونت سان جيورجيو.

دراسة الطبقات الصخرية في الجيولوجيا (بالإنجليزية: Lithostratigraphy)‏ هو أحد فروع دراسة طبقات الأرض في علم الجيولوجيا، ويختص بدراسة الصخور والطبقات الصخرية والحجرية. وتعني كلمة Litho صخرة وكلمة strata طبقات. وينتمي إلى تلك الدراسة أيضا علم التأريخ الجيولوجي، والجيولوجيا المقارنة، وعلم الصخور petrology. وتتكون طبقات الأرض بصفة عامة من صخور نارية وأحجار رسوبية تبعا لطريقة تكونها.
تتكون طبقات الأحجار الرسوبية من ترسيبات متراكمة تتصلب وهي تتعرض لتأثيرات عوامل التعرية، ويشمل تكوينها تحلل المواد العضوية و ترسيبات كيميائية. وتتميز تلك الطبقات الرسوبية باحتوائها الأحفوريات وهي هامة لدراسة الطبقات الحيوية biostratigraphy. وأما الصخور النارية فهي إما صهارة قديمة تحتية باردة أو صخور بركانية بحسب معدل انخفاض حرارتها . ولا تحتوي طبقات الصخور النارية على أحفوريات، وهي تصف حدوث الزلازل والنشاط البركاني التي حدثت عبر التاريخ الجيولوجي للمنطقة الموجودة فيها والتحركات صفيحة تكتونية.
ونستطيع من خلال دراسة تتابع الطبقات  معرفة الكثير عن تاريخ الأرض . في العادة تكوّن الصخور النارية قيعان القارات .فهي الأقدم عندما تكونت الأرض . مرت على الأرض أحقاب طويلة بدأت التعرية تحدث فيها كنتائج الاختلافات في درجة الحرارة وهبوب الرياح والاعاصير وهطول الأمطار، فبدأت الطبقات الرسوبية من الصخور تتكون فوق الصخور النارية . فنستطيع القول بأن تفجر الصخور النارية في الطبقة أحدث عمرا من الطبقات الرسوبية التي تحتها قد ينشأ إما بتحركات تكتونية كبيرة أو حدوث تقلبات في الأرض تؤتي ما تحتها إلى السطح أو تكوّن صخور نارية من براكين.

## قانون تتابع الطبقات
ينص قانون التراكب على أن طبقة صخور رسوبية موجودة في منطقة تكتونية مستقرة تكون أحدث عمرا من طبقة تحتها وأقدم من الطبقة التي تعلوها.

## مبدأ الامتداد الافقي
وينص مبدأ الاستمرارية الجانبية أن ترسيب المترسبات يحدث أساسا في صورة طبقات أفقية.

## أنواع وحدات الطبقات الصخرية
ينطبق قانون تتابع الطبقات على كل وحدة للطبقات الصخرية، وهذا معناه أن كل تتابع للطبقات وتكون مستقرة لم يعتريها تقلبات، تكون الطبقة العالية أحدث من الطبقة التي أسفلها. وتُعرف وحدة الطبقات الصخرية من خلال دراسة خصائص الصخر. أو بتعريف آخر تعرّف الوحدة للطبقات الصخرية على أساس الخواص الصخرية فقط وليس على أساس عمرها.
أنواع الوحدات:
- وحدة طبقية Stratotype: هو وحدة من الصخور تحتوي على خصائص واضحة تتبع خصائص نوع معين من وحدات الطبقات الصخرية المعروفة،
- وحدة صخرية Lithosome: وهي كتل صخرية متجانسة الخصائص، وذات علاقة مع كتل قريبة منها ذات خصائص مختلفة، مثل صخور طبقية رقيقة (أردواز)، أو صخور حجرية جبسية.

وتُعرف وحدة الطبقات الصخرية الرئيسة بالتكوين الصخري . ويشكل التكوين الصخري خصائص صخرية محددة، تتصف بها وحدة الطبقات الصخرية وتكون كبيرة بالقدر الذي يسمح برسم خريطها وتفقدها.
التتابع الوحدات من الرئيسى إلى الفرعي: مجموعة عظمى - مجموعة - تكوين صخري - عضو - حوض/ مجموعة أحواض.

## العلاقات الطبقية

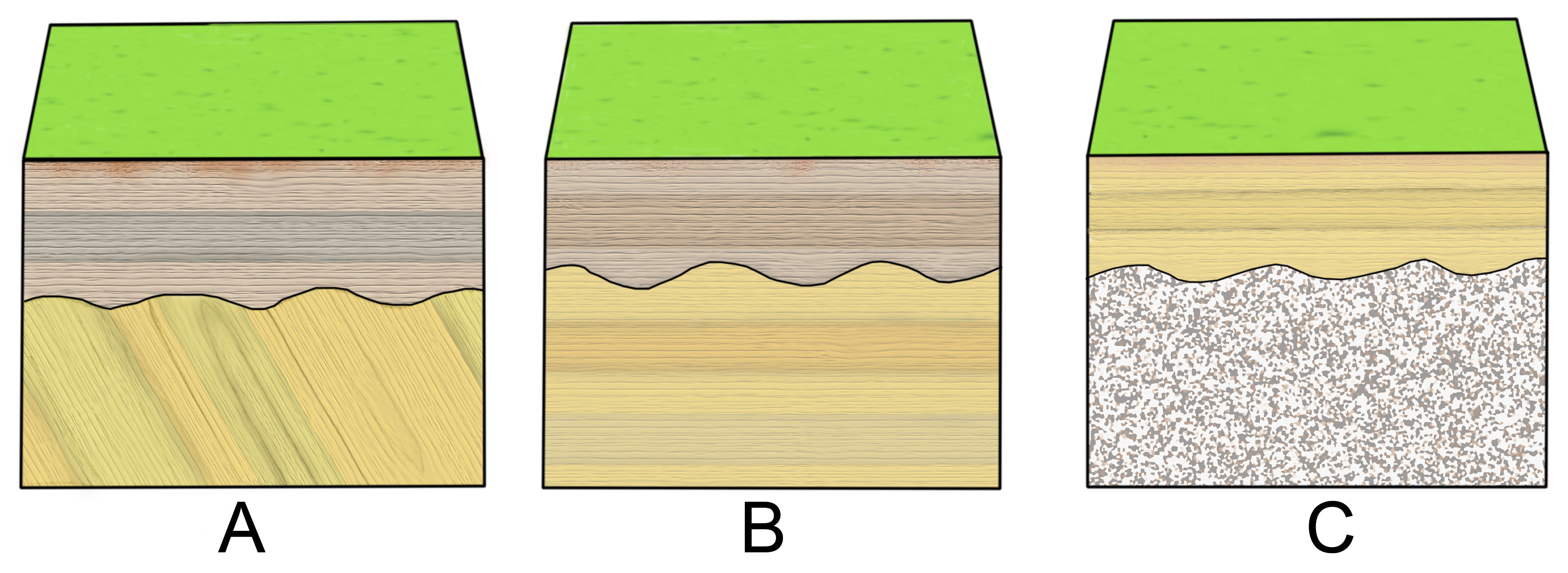
العلاقة بين الطبقات: A: عدم تجانس زاوي; B: تجانس مختل; C: عدم تجانس.

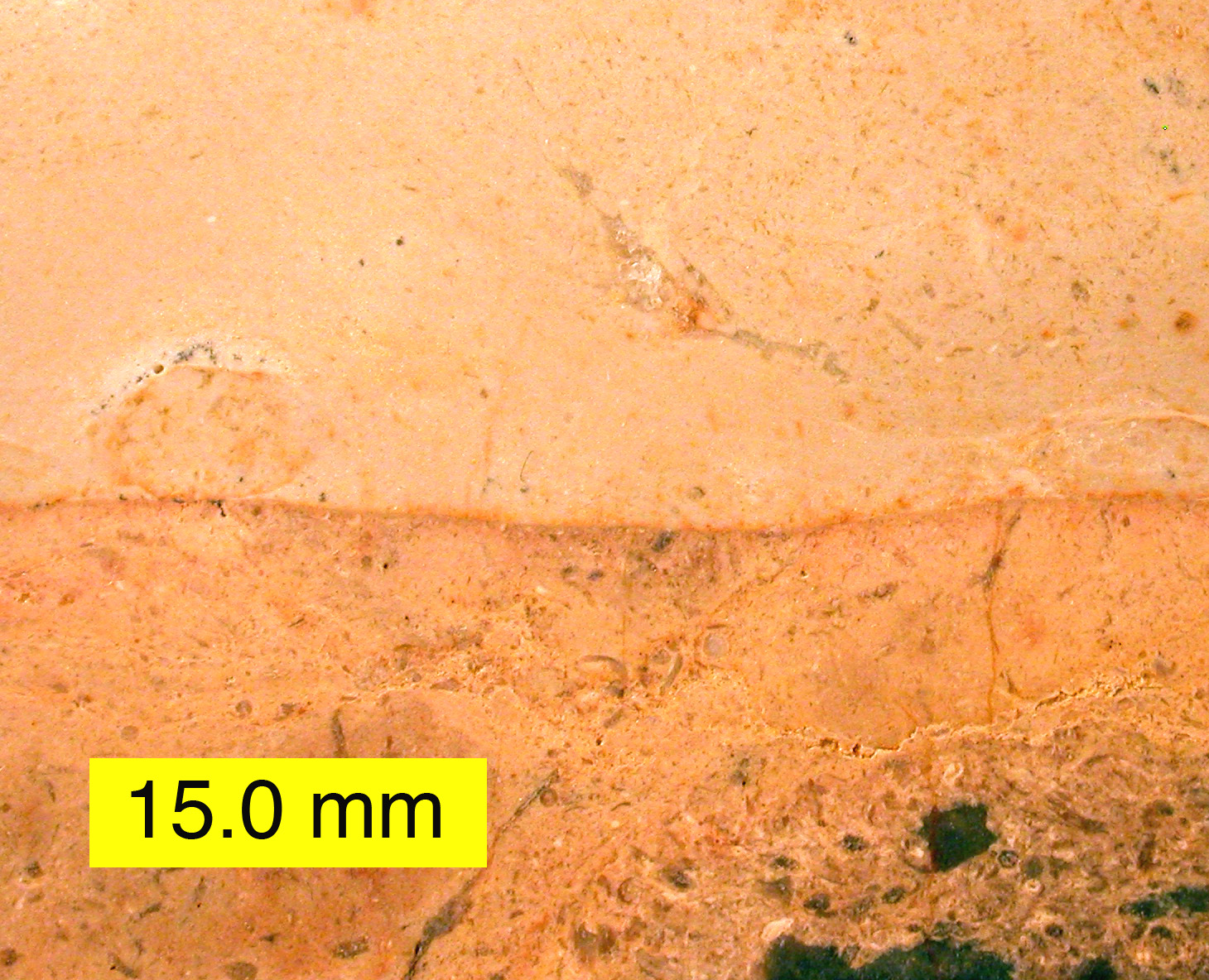
عدم تجانس : طبقة طباشيرية تعلو طبقة حجر جيري Lower Permian limestone. انفصال عمره 165 مليون سنة، تكساس.

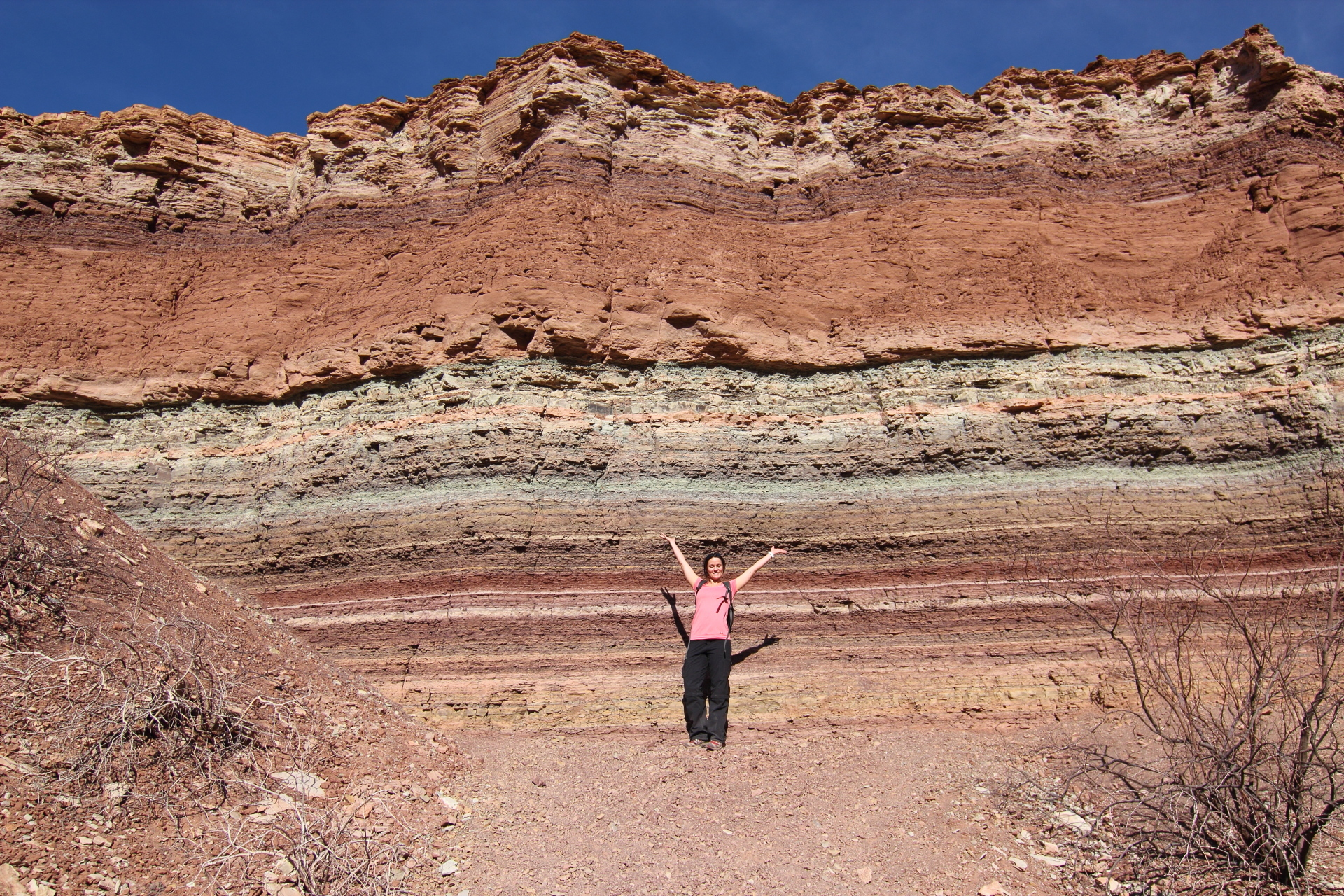
الطبقات في الأرجنتين

يوجد نوعان من العلاقات بين الطبقات: متجانسة و غير متجانسة.
- المتجانسة: طبقة مترسبة غير متصدعة (مكسورة) وسليمة على امتدادها بدون خلل، وتسمي الطبقة السطحية لها متجانسة.

ويوجد نوعين من التلامس بين الطبقات المتجانسة: التلامس المباشر (تلامس مباشر لأحواض صخور مختلفة تماما، اختلال بسيط يسمى Diastems) أو التلامس التدريجي (يتسم بتغير تدريجي للطبقات، حيث توجد طبقة مختلطة بين طبقتين)
- الغير متجانسة: طبقات تعرضت لفترة تعرية/ غير رسوبية . تسمى أسطح تلك الطبقات غير متجانسة.

وتوجد أربعة أنواع لعدم التجانس:
1- عدم التجانس الزاوي
تقع الطبقات الحديثة فوق سطح أصابته عوامل التعرية لصخور مائة أو متصدعة . وتكون طبقة الصخر القديمة التحتية قائمة بزوايا مختلفة عن طبقات فوقها أحدث منها.
2- تجانس غير كامل
يتسم التلامس بين الطبقات الحديثة والقديمة بأسطح واضح تعرضها لتاثيرات التعرية . وقد تتكون فوقها تربة.
3- شبه تجانس Paraconformity
تكون مستويات الطبقات الموجودة تحت وفوق الطبقة الغير متجانسة متوازية . تتسم تلك الحالة بمرور حقبة من الزمن بين تكون الطبقات ولكن بدون حدوث تعرية، كل ما هنالك هو مرور فترة زمنية لم يحدث خلالها ترسيب.
4- عديم التجانس Nonconformity
تكون الطبقات الرسوبية الحديثة مترسبة مباشرة فوق طبقات صخرية نارية أو صخور متحولة أقدم منها.

## اقرأ أيضا
- علم وصف طبقات الأرض
- تلال كويوت
- حرب الأحافير
- تحجر الرواسب
- أحفورة
- تفجر أرضي
- بركان
- جيوفيزياء رياضية
- موقع النمط
- طراز طبقي